# Arhopala arops
Arhopala arops är en fjärilsart som beskrevs av Corbet 1941. Arhopala arops ingår i släktet Arhopala och familjen juvelvingar. Inga underarter finns listade i Catalogue of Life.